# Бориско Василь Никифорович
Василь Никифорович Бориско (нар. 11 квітня 1916, село Софіївка, тепер мікрорайон міста Новомиргород Новомиргородського району Кіровоградської області — 22 січня 1986, місто Новомиргород) — український радянський діяч, голова колгоспу, Герой Соціалістичної Праці. Депутат Верховної Ради УРСР 8—9-го скликань.

## Біографія
Народився у селянській родині. У 1935 році закінчив семирічну школу. З 1935 року — учень Кіровоградського технікуму механізації сільського господарства. 
З листопада 1939 року служив у Червоній армії. Учасник німецько-радянської війни. Брав участь у боях на Західному, Південно-Західному, Калінінському, Воронезькому фронтах. Був командиром евако-транспортного взводу 49-го окремого медико-санітарного батальйону 46-ї гвардійської стрілецької дивізії.
Член ВКП(б) з 1942 року.
Закінчив Кіровоградський технікуму механізації сільського господарства, технік-механік.
У 1946—1949 р. — помічник комбайнера Новомиргородської машинно-тракторної станції Кіровоградської області, заступник начальника пожежної команди по політичній частині.
У 1949—1955 р. — голова колгоспу імені Чкалова міста Новомиргород Кіровоградської області.
У 1955—1959 р. — голова промислової артілі «П'ятирічка» міста Новомиргород Кіровоградської області.
У 1959—1979 р. — голова колгоспу імені Чкалова міста Новомиргород Новомиргородського району Кіровоградської області.
З 1979 р. — на пенсії.

## Звання
- Гвардії старшина технічної служби

## Нагороди
- Герой Соціалістичної Праці (8.04.1971)
- Орден Леніна (8.04.1971)
- Орден Жовтневої революції
- Орден Трудового Червоного Прапора
- Орден Червоної Зірки (2.11.1944)
- Орден Вітчизняної війни 1-го ст. (6.11.1985)
- Медалі